# Pfälzer Weinsteig
Der Pfälzer Weinsteig ist mit 185 km Länge und elf ausgewiesenen Tagesetappen der längste Prädikatswanderweg – vor dem Pfälzer Waldpfad und dem Pfälzer Höhenweg – in der Pfalz (Rheinland-Pfalz). Eröffnet wurde der Fernwanderweg im Dezember 2010, seine Prämierung als Prädikatswanderweg erhielt er im September 2011. Das mehr als vier Jahre lang fehlende elfte Teilstück im Norden wurde Ende März 2015 eröffnet. Je nachdem, ob in die einzelnen Ortschaften abgezweigt wird oder nicht, hat der Pfälzer Weinsteig eine Länge zwischen 172 und 185 km.

## Verlauf
Der Pfälzer Weinsteig führt in Nord-Süd-Richtung von Bockenheim nach Schweigen-Rechtenbach, wo Anschluss an den Pfälzer Waldpfad besteht. Dabei wechselt die Wanderroute immer wieder hin und her zwischen dem pfälzischen Weinanbaugebiet an der Deutschen Weinstraße und dem Ostteil des Pfälzerwalds. Das Weinanbaugebiet Pfalz ist das zweitgrößte Deutschlands, der Pfälzerwald bildet den Nordteil des deutsch-französischen Biosphärenreservates Pfälzerwald-Nordvogesen.
Westlich von Edenkoben verläuft der Weinsteig rund 1 km auf derselben Route wie der Fernwanderweg Franken-Hessen-Kurpfalz, vom Großen Adelberg bis zum Kurpark von Annweiler auf derselben Strecke wie der Fernwanderweg Staudernheim–Soultz-sous-Forêts. Von Bad Bergzabern bis Dörrenbach ist sein Verlauf mit dem Fernwanderweg Pirmasens–Belfort identisch. Innerhalb der Waldgemarkung von Weisenheim am Berg verläuft der Pfälzer Weinsteig zusammen mit dem Leininger Burgenweg.

## Beschreibung

### Überblick
Die Namensbestandteile Wein und Steig verdeutlichen, dass der Wanderweg die beiden wesentlichen touristischen Attraktionen der Pfalz miteinander verknüpft, nämlich den Weinbau am Westrand der Rheinebene und das sich westlich anschließende und großflächig bewaldete Mittelgebirge mit seinen Steigungs- und Gefällstrecken.
Über die gesamte Wegstrecke ergeben sich im Höhenprofil 6073 Höhenmeter bergan und 6013 bergab. Der tiefste Punkt liegt mit 116 m in der Landstadt Deidesheim an der Weinstraße und der höchste mit 673 m auf dem Gipfel der Kalmit, der höchsten Erhebung des Pfälzerwalds.

### Etappen
Für die gesamte Wanderung werden seit 2015 elf Etappen mit einer Länge zwischen gut 12 und knapp 20 km empfohlen.
|     | Start                       | Ziel                       | Streckenlänge (km) | zu passierende Berge                                                                                |
| 1.  | Bockenheim a. d. Weinstraße | Neuleiningen               | 17,0               | Gerstenberg, Quirnheimer Berg, Grünstadter Berg                                                     |
| 2.  | Neuleiningen                | Bad Dürkheim               | 17,6               | Harzweilerkopf, Peterskopf                                                                          |
| 3.  | Bad Dürkheim                | Deidesheim                 | 14,9               | Fuchsmantel, Pechsteinkopf, Kirchberg                                                               |
| 4.  | Deidesheim                  | Neustadt an der Weinstraße | 19,8               | Hartenberg, Weinbiet, Wolfsberg                                                                     |
| 5.  | Neustadt an der Weinstraße  | St. Martin                 | 19,8               | Nollensattel, Nollenkopf, Rittersberg, Schlossberg, Sommerberg, Hohe Loog, Zwergberg, Kalmit, Stotz |
| 6.  | St. Martin                  | Burrweiler                 | 16,8               | Schraußenberg, Blättersberg                                                                         |
| 7.  | Burrweiler                  | Dernbach                   | 17,3               | Teufelsberg, Lambertskopf, Roßberg, Kalkofenberg, Orensberg                                         |
| 8.  | Dernbach                    | Annweiler am Trifels       | 14,4               | Großer Adelberg                                                                                     |
| 9.  | Annweiler am Trifels        | Klingenmünster             | 17,4               | Sonnenberg, Föhrlenberg, Schletterberg, Rothenberg                                                  |
| 10. | Klingenmünster              | Bad Bergzabern             | 12,9               | Eulenkopf                                                                                           |
| 11. | Bad Bergzabern              | Schweigen-Rechtenbach      | 15,8               | Stäffelsberg, Farrenberg, Schloßberg, Hoher Kopf                                                    |

### Stationen und Sehenswürdigkeiten
Stationen und Sehenswürdigkeiten werden teilweise ausführlicher durch verschiedene Interessenverbände behandelt.
| Ort                          | Sehenswürdigkeiten |
| ---------------------------- | --- |
| Bockenheim an der Weinstraße | Haus der Deutschen Weinstraße an deren nördlichem Ende |
| Neuleiningen                 | Historischer Ortskern; Burgruine Neuleiningen |
| Battenberg                   | Naturdenkmal Blitzröhren; Burgruine Battenberg |
| Bad Dürkheim                 | Dürkheimer Wurstmarkt, größtes Weinfest der Welt, am Dürkheimer Riesenfass; Ruine Hardenburg; Klosterruine Limburg; Römersteinbruch Kriemhildenstuhl; Keltensiedlung Heidenmauer; ehemaliges Kultobjekt Teufelsstein |
| Seebach                      | Klosterkirche |
| Wachenheim                   | Ruine Wachtenburg |
| Deidesheim                   | Historische Altstadt mit Rathaus und Pfarrkirche St. Ulrich; Volksfest Geißbockversteigerung; Fliehburg Heidenlöcher |
| Neustadt an der Weinstraße   | Stiftskirche und historische Altstadt; Deutsches Weinlesefest mit dem größten deutschen Winzerfestzug und der Krönung der Deutschen Weinkönigin; Mandelblütenfest im Ortsteil Gimmeldingen; Eselshautfest im Ortsteil Mußbach; Hambacher Schloss, 1832 Schauplatz des Hambacher Festes; Burgruine Winzingen mit Haardter Schloss; Ruine Wolfsburg; Kirche St. Johannes Baptist und Sebastian in Königsbach |
| Maikammer                    | Kalmithaus; Felsenmeer Hüttenberg |
| Edenkoben                    | Schloss Villa Ludwigshöhe; Sessellift Rietburgbahn zur Ruine Rietburg |
| Burrweiler                   | Annakapelle; St.-Anna-Hütte |
| Gleisweiler                  | Trifelsblick-Hütte |
| Ramberg                      | Waldhaus Drei Buchen; Burgruine Meistersel |
| Flemlingen                   | Landauer Hütte; Burgruine Neuscharfeneck |
| Dernbach                     | Dernbacher Haus |
| Eußerthal                    | Fachklinik Eußerthal; Kloster Eußerthal |
| Annweiler                    | Turnerjugendheim Annweiler; historische Altstadt; Burgengruppe Trifels, Anebos und Scharfenberg; Fensterfels; Holderquelle |
| Leinsweiler                  | Burgruine Neukastel |
| Eschbach                     | Ruine Madenburg |
| Klingenmünster               | Burgruinen Landeck und Schlössel; ehemaliges Reichskloster Klingenmünster |
| Bad Bergzabern               | Schloss Bergzabern |
| Dörrenbach                   | Rathaus; Wehrkirche St. Martin; Stäffelsbergturm; Kolmerbergkapelle |
| Oberotterbach                | Burgruine Guttenberg |
| Schweigen-Rechtenbach        | Deutsches Weintor am südlichen Beginn der Deutschen Weinstraße |

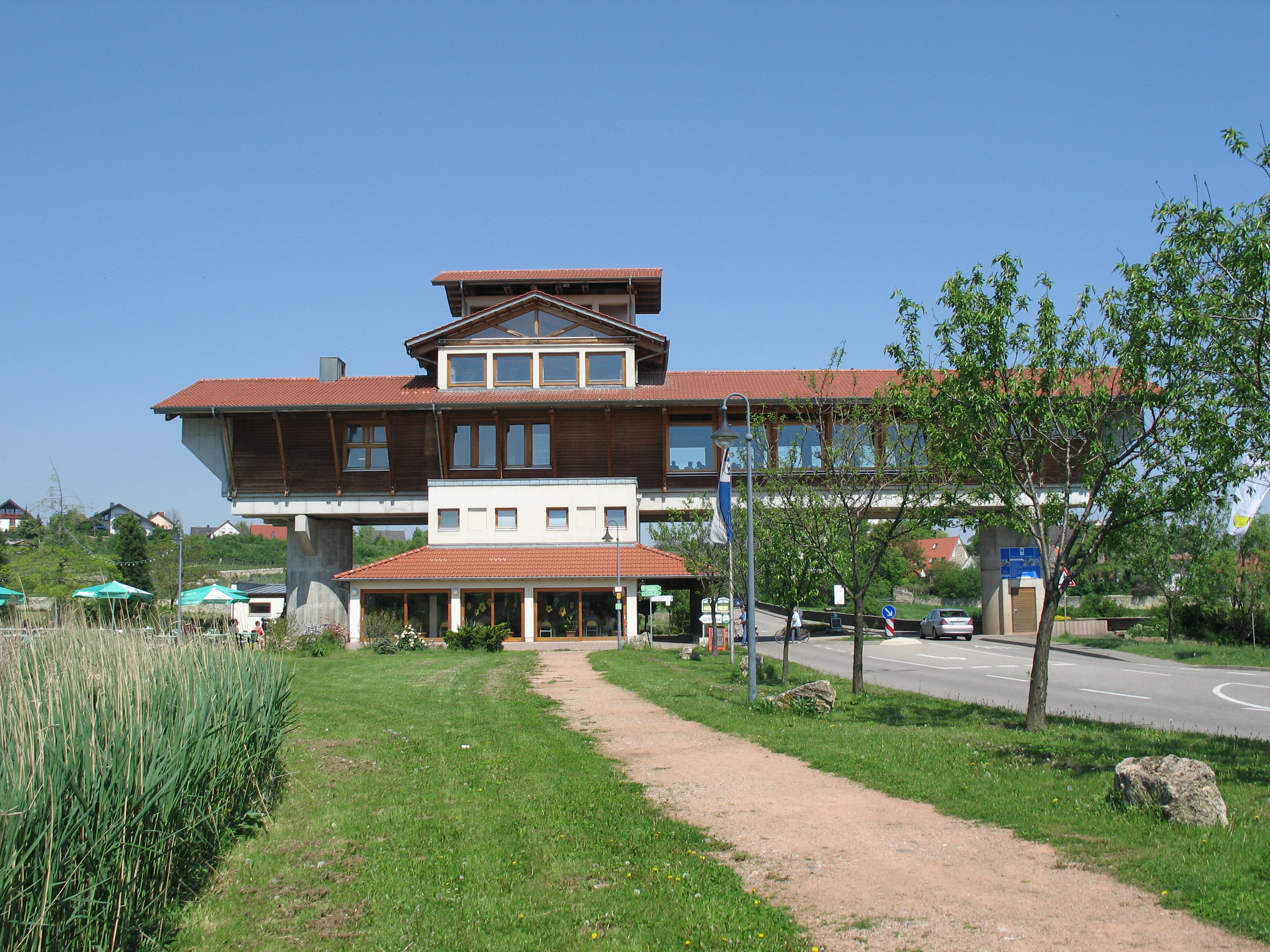
Haus der Deutschen Weinstraße in Bockenheim
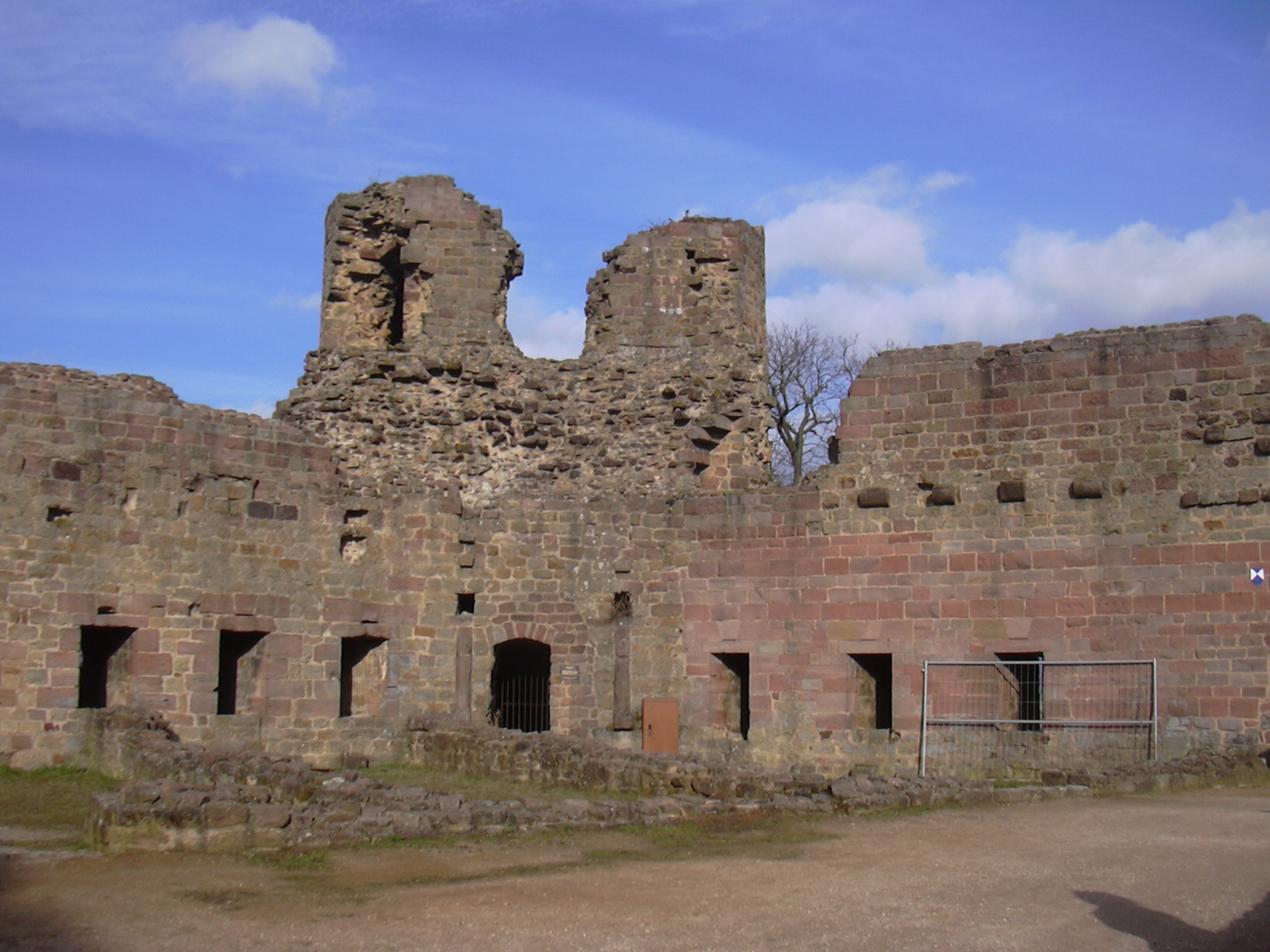
Burgruine Neuleiningen
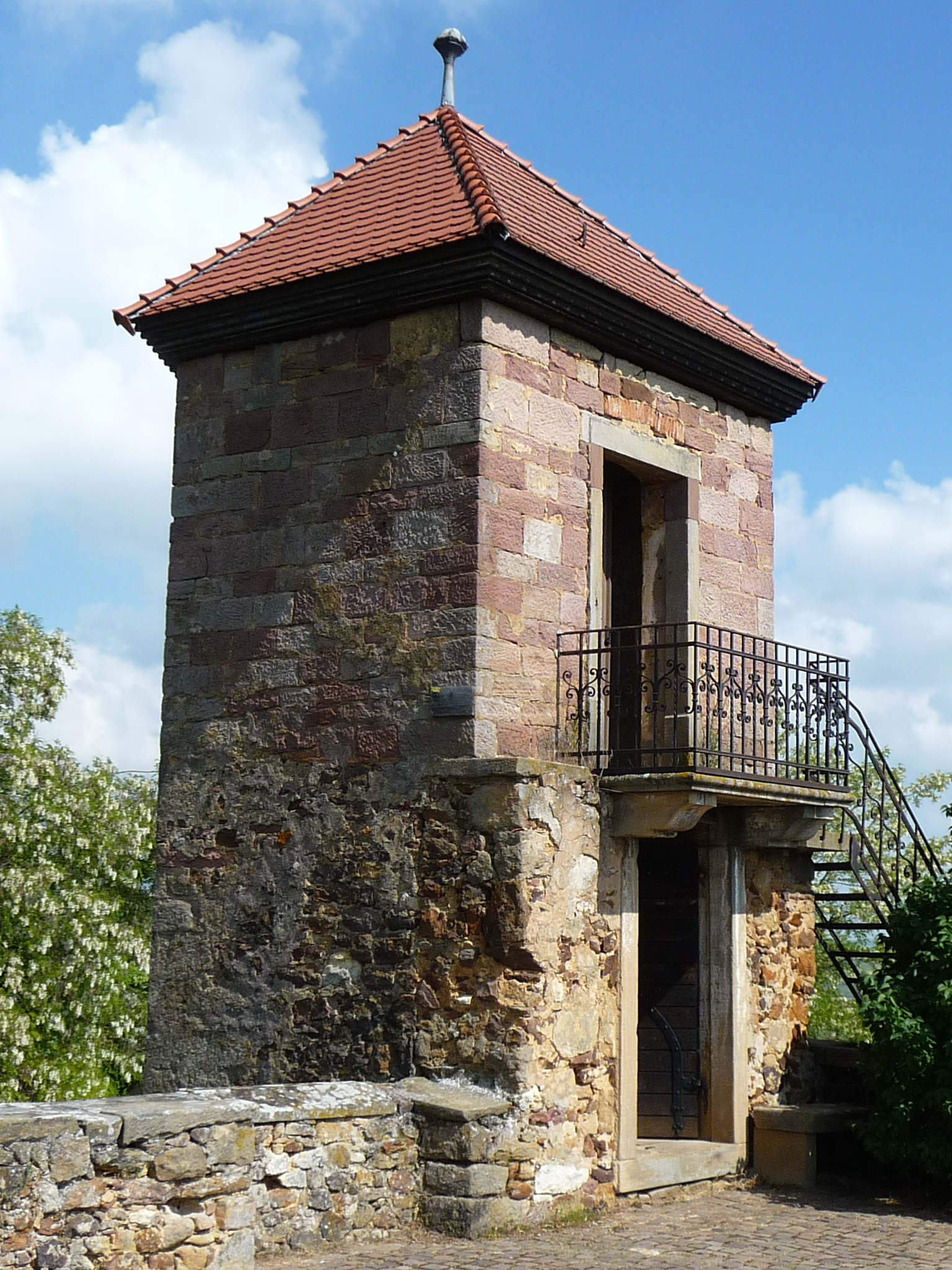
Burgruine Battenberg
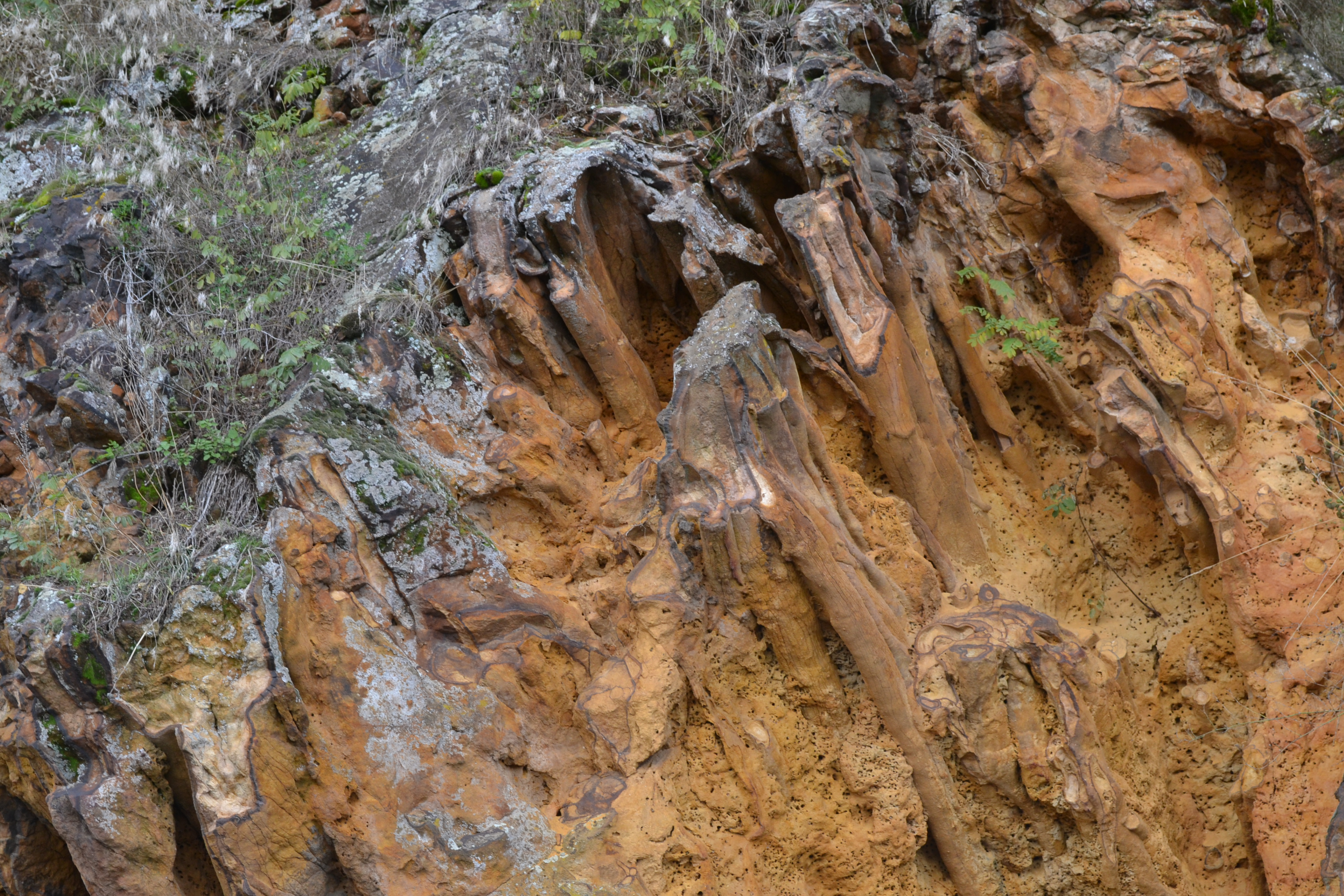
Blitzröhren von Battenberg
Dürkheimer Riesenfass
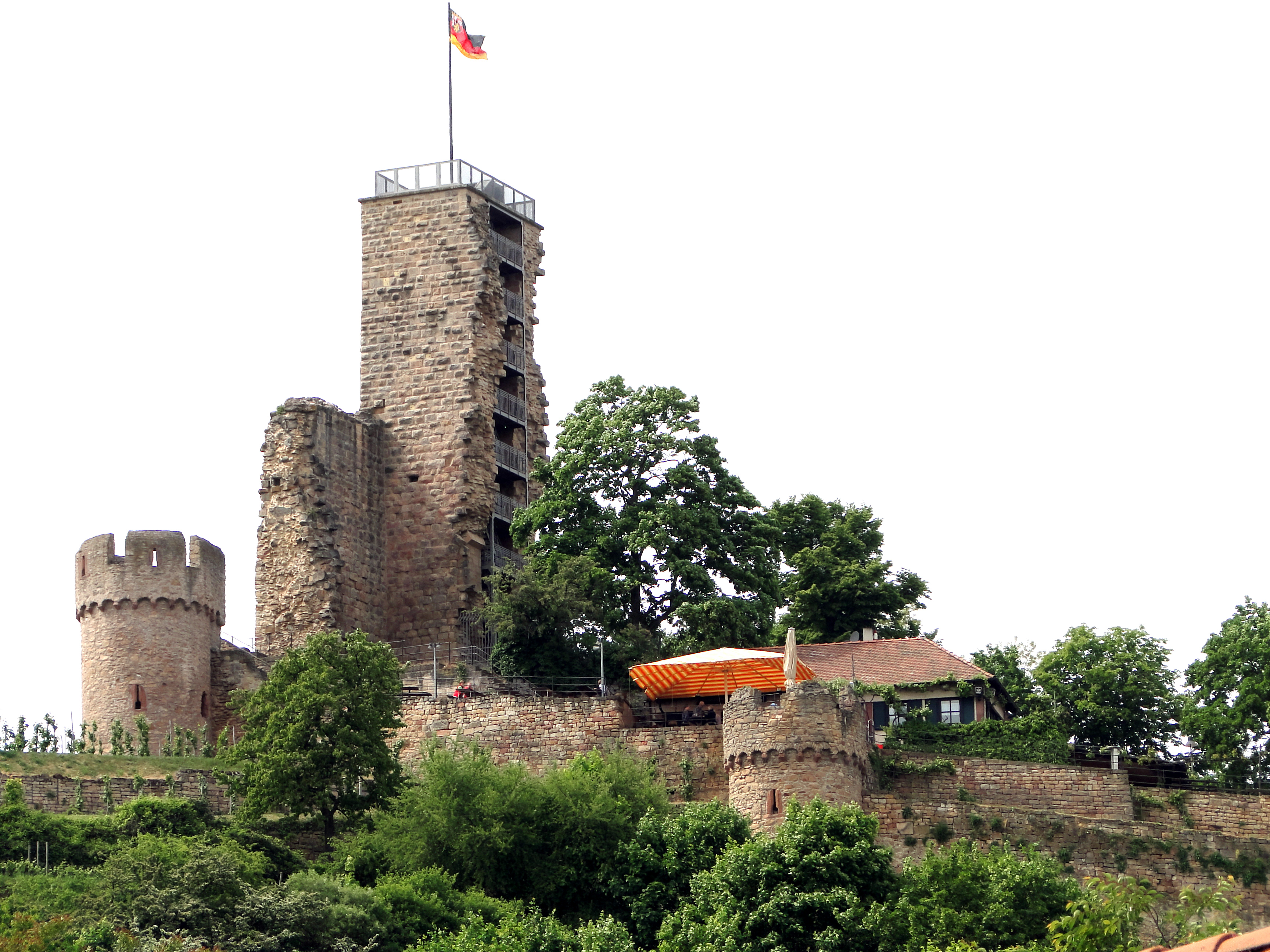
Ruine Wachtenburg bei Wachenheim
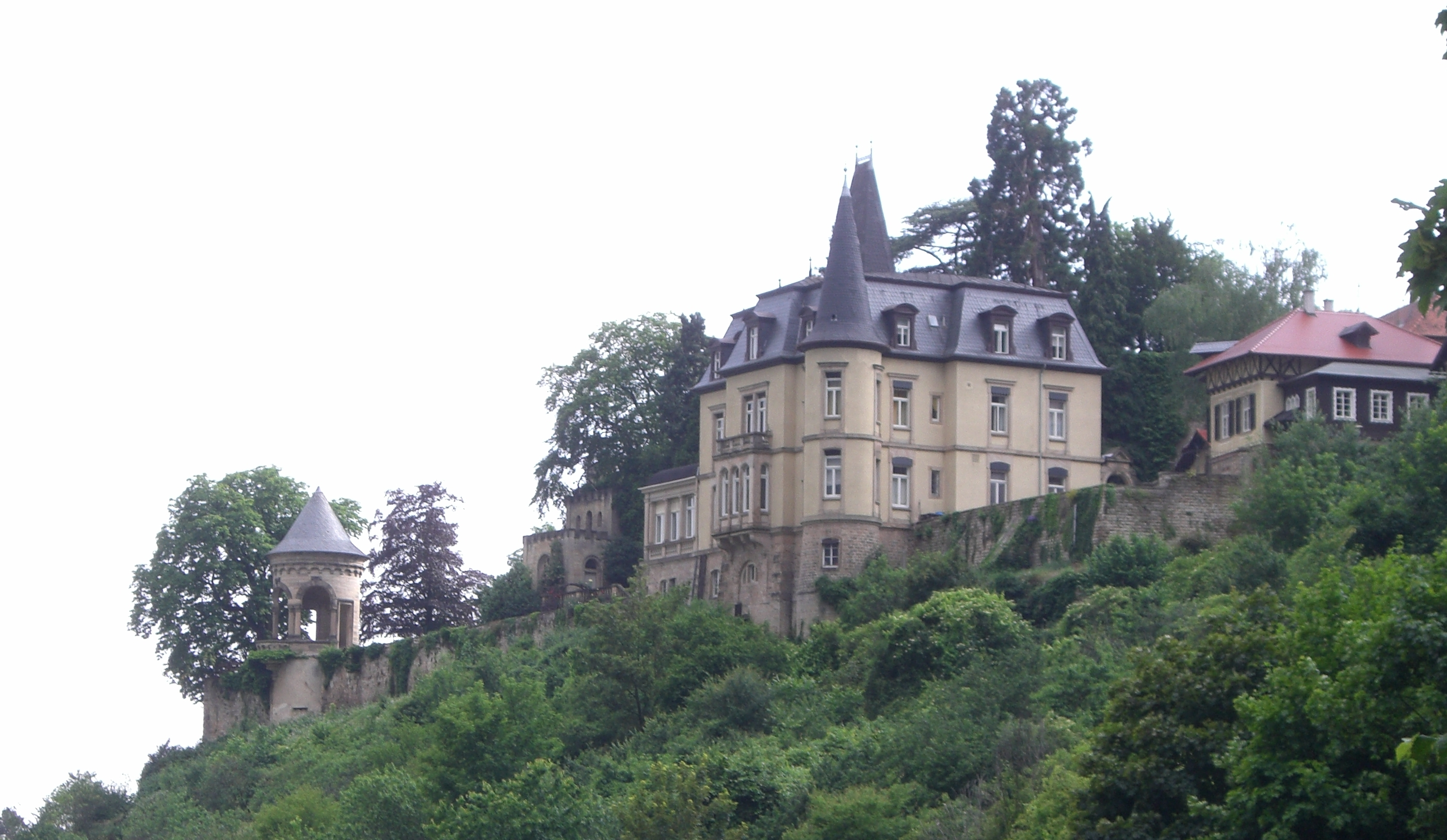
Haardter Schloss
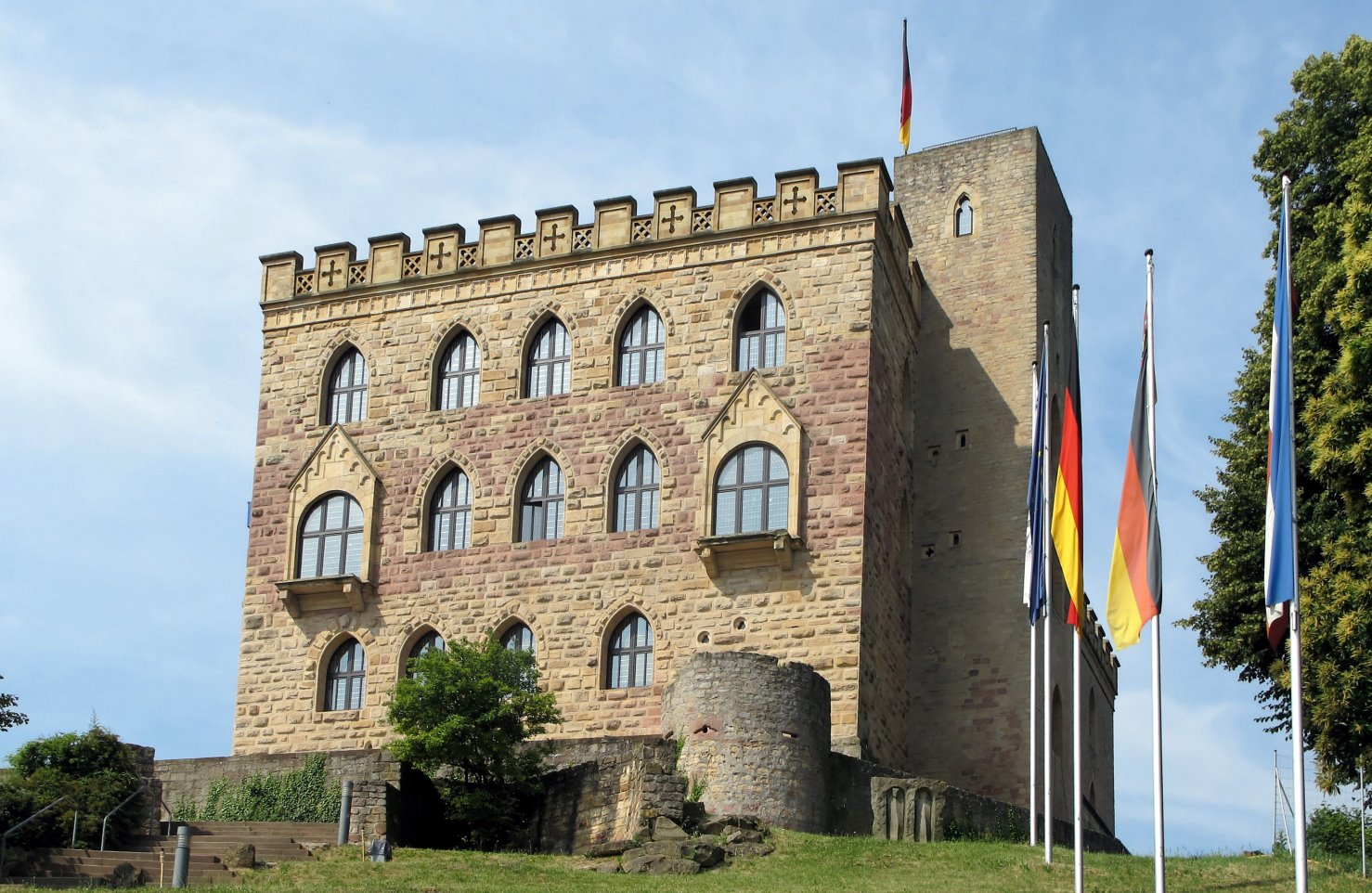
Hambacher Schloss
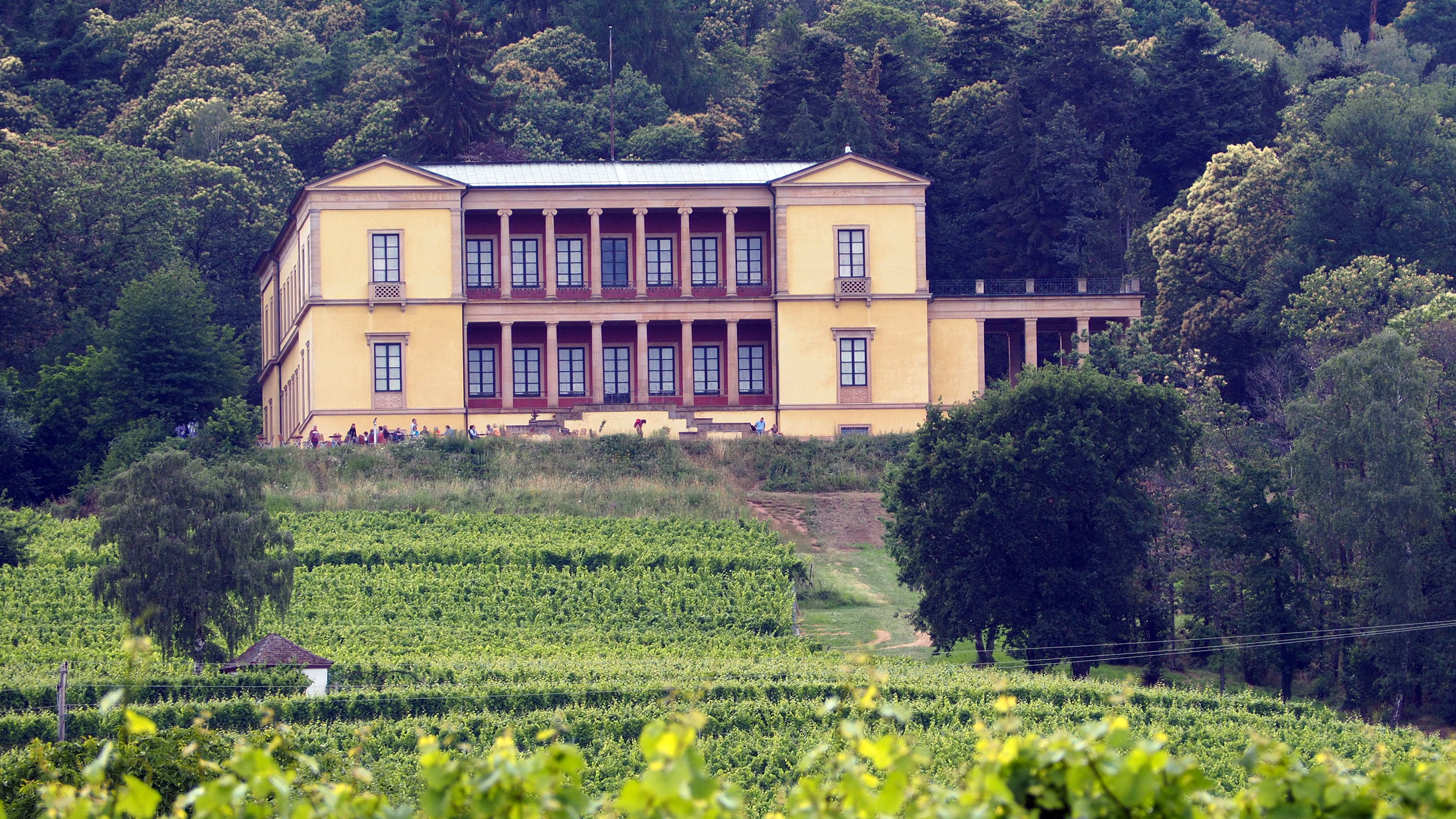
Villa Ludwigshöhe bei Edenkoben
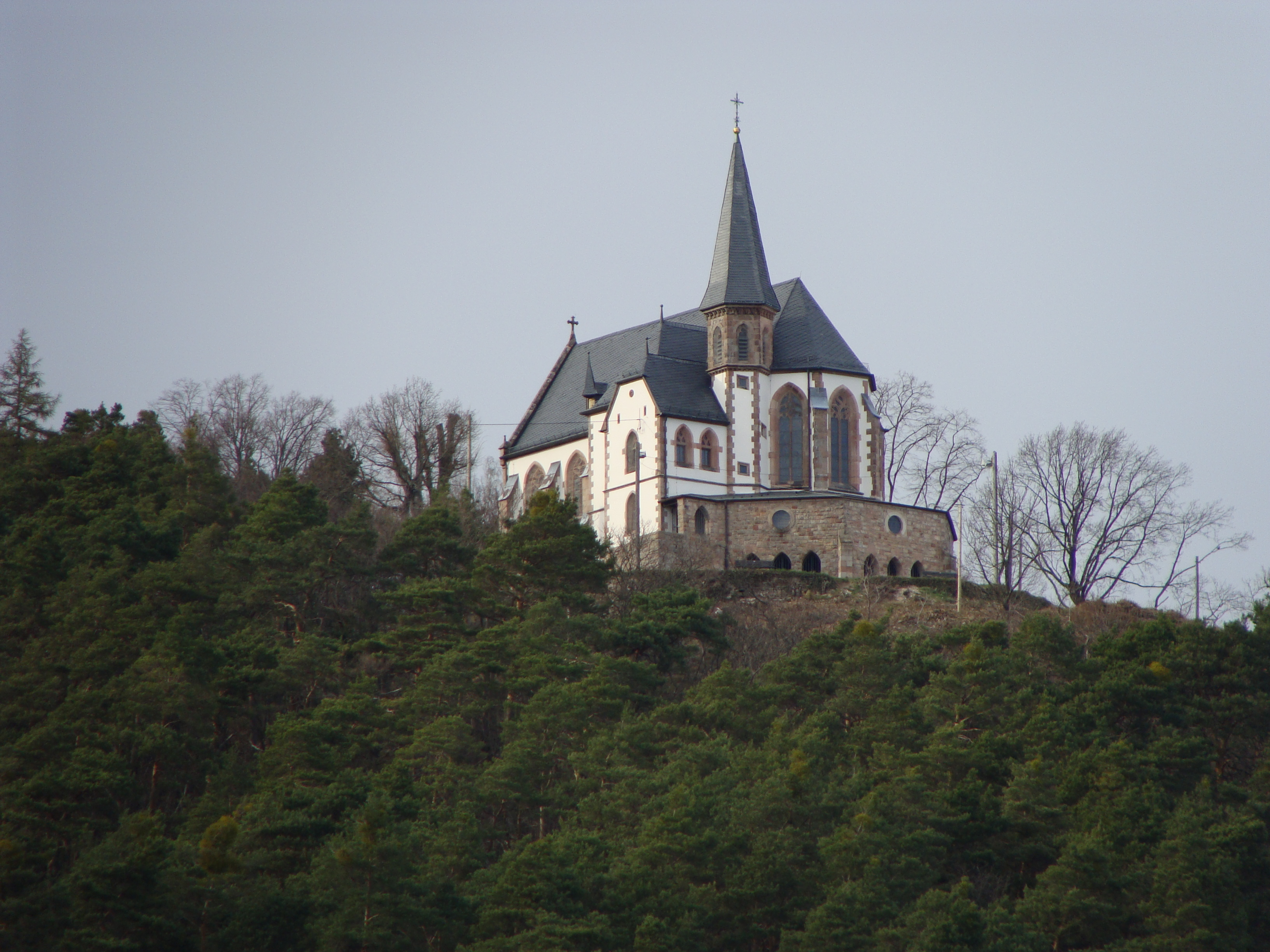
Anna-Kapelle bei Burrweiler
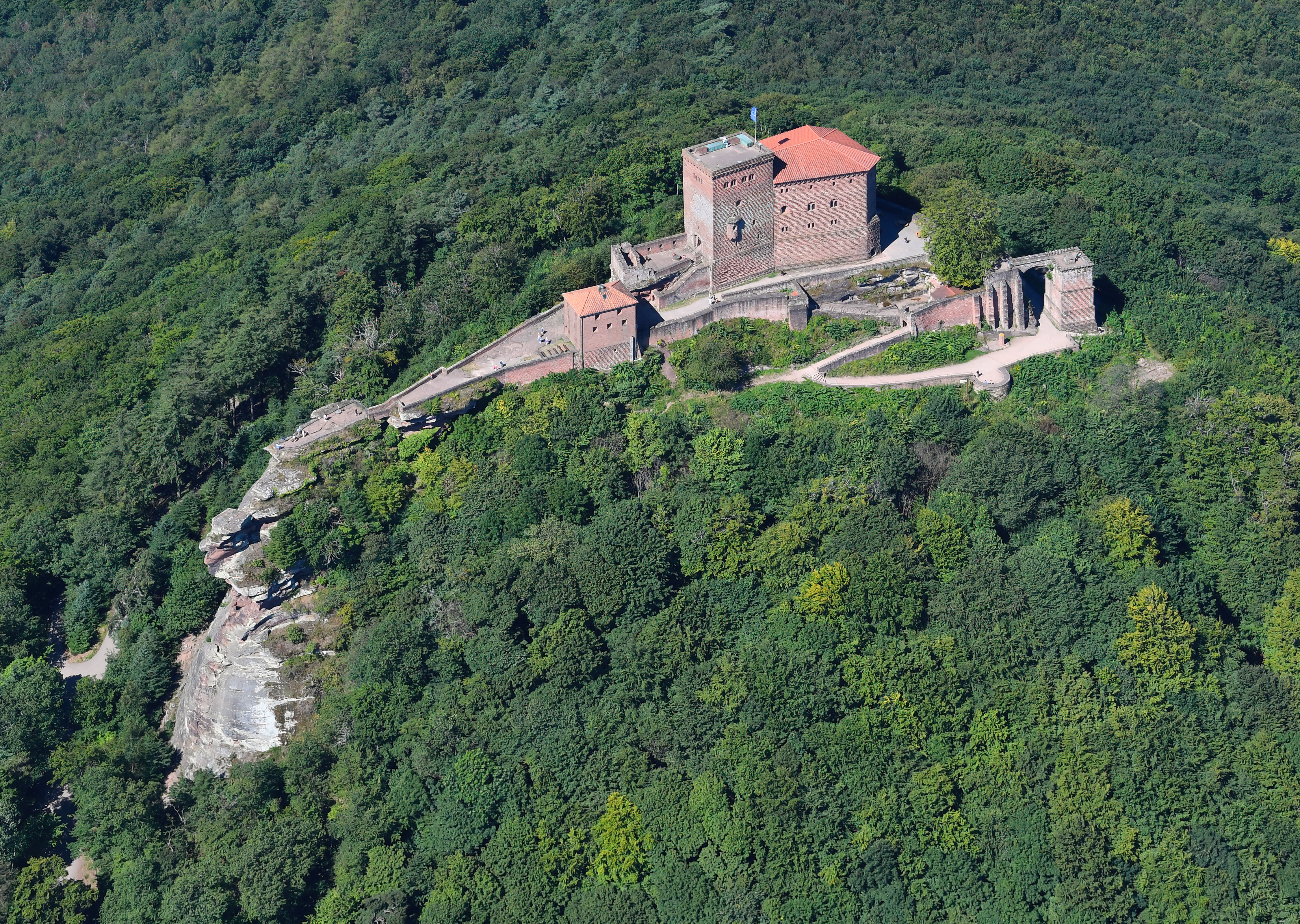
Reichsburg Trifels
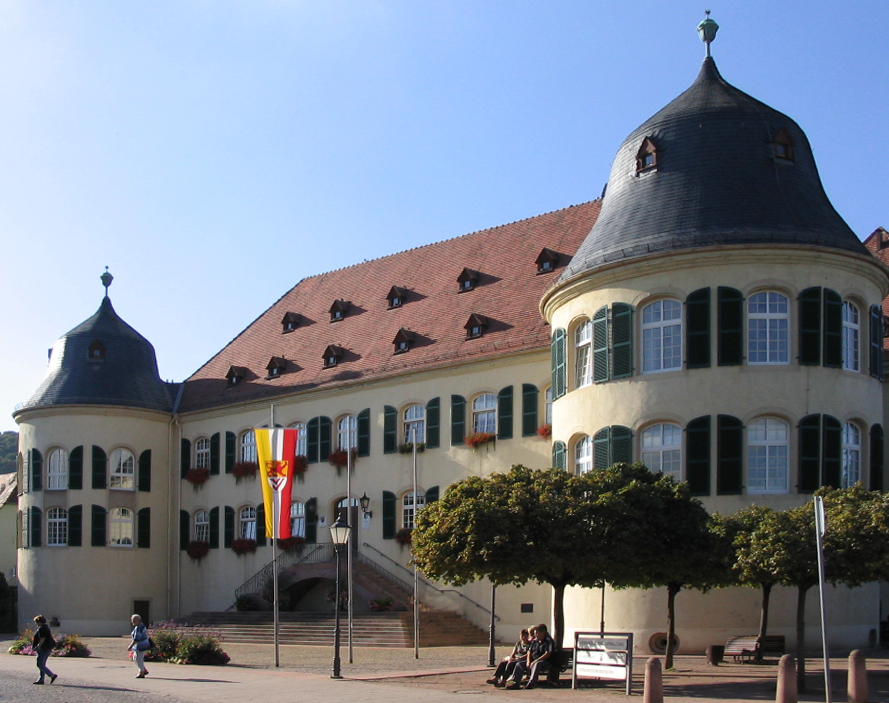
Schloss Bergzabern
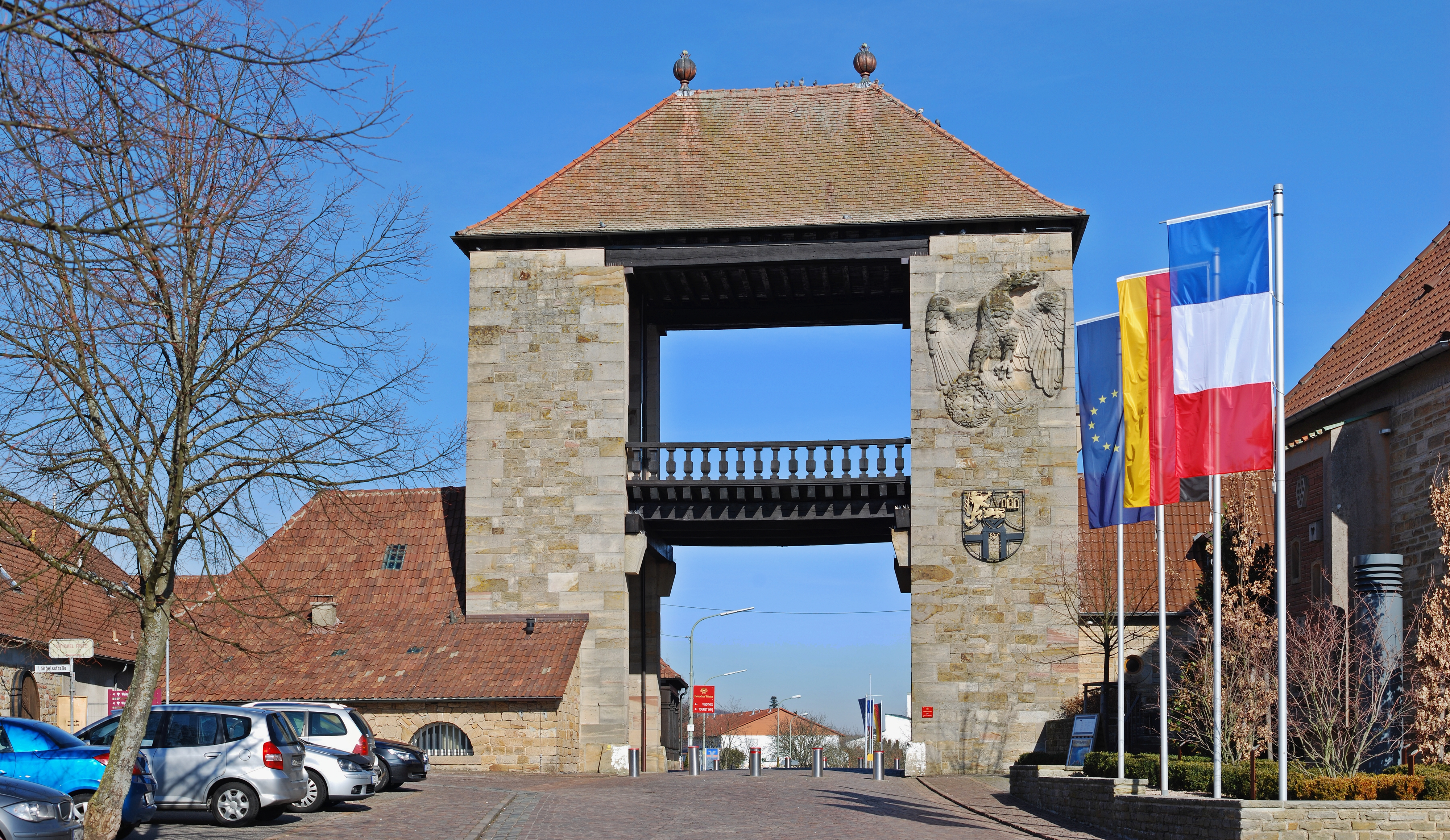
Deutsches Weintor in Schweigen